# La limita de jos a cerului
La limita de jos a cerului este un film românesc din 2013 regizat de Igor Cobileanski. Rolurile principale au fost interpretate de actorii Igor Babiac, Sergiu Voloc  și Ela Ionescu. Acest film a fost propunerea R. Moldova la Premiul Oscar pentru cel mai bun film străin în 2014, dar nu a intrat în concurs.

## Prezentare
Filmul prezintă povestea lui Viorel, un tânăr care trăiește într-un orășel uitat de lume din  Moldova. Cel mai bun prieten al său, Gasca, îl târăște după el cu visul său nebun de a zbura cu un deltaplan stricat. 

## Distribuție
- Igor Babiac	...	Viorel
- Sergiu Voloc	...	Gasca
- Ela Ionescu	...	Maria
- Igor Caras-Romanov	...	Vivi
- Angela Ciobanu	...	Mama
- Alexei Machevnin	...	 Alexei
- Alexandr Chiciuc	...	 Serghei
- Ion Coseru	...	 Bica
- Victor Drumi	...	 Fane
- Denis Dimitriu	...	 Adi
- Valentin Turcan	...	 Sandu
- Petru Oistric	...	 Buba
- Grigore Sorici	...	Police Trainee
- Boris Vieru	...	 Cretu
- Nicolae Darii	...	 Doctor